# کردسکیان
کردسکیان، روستایی در دهستان فنوج بخش مرکزی شهرستان فنوج در استان سیستان و بلوچستان ایران است.

## جمعیت
بر پایه سرشماری عمومی نفوس و مسکن در سال ۱۳۹۵، جمعیت این روستا برابر با ۵۷ نفر (۱۳ خانوار) بوده‌است.